# Contaminación de una fuente puntual

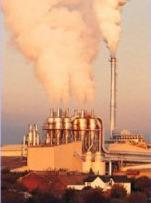
Fábrica de nubes.

Una contaminación de una fuente puntual es una fuente única identificable y localizada de contaminación del aire, agua o térmica, acústica, lumínica, etc. Una fuente puntual tiene proporciones desdeñables, distinguiéndose de otras formas geométricas de contaminación (como la contaminación de una fuente no puntual). Las fuentes son llamadas fuente puntual porque en modelación matemática pueden aproximarse a punto para simplificar su análisis. La contaminación de una fuente puntual es idéntica.
```
a otras fuentes puntuales, como en 
física
, 
ingeniería
, 
óptica
 y 
química
 e incluyen:
```

- Contaminación del agua de una refinería de petróleo descargando aguas residuales.[1]
- Contaminación acústica de un motor de reacción.
- La contaminación lumínica de una intrusiva luz callejera.
- Contaminación térmica de una desagüe industrial.
- Las interferencias de radio producidas por un aparato eléctrico.

Otros tipos de contaminación del aire que tiene una extensión finita son fuentes lineales (por ejemplo la contaminación de los automóviles en una carretera), fuente de área de contaminación (ej: un área forestal ardiendo fuego que emite CO2) fuente de volumen.Las fuentes de contaminación aéreas son considerados móviles o estacionarias.